# 121865 Dauvergne
121865 Dauvergne è un asteroide della fascia principale. Scoperto nel 2000, presenta un'orbita caratterizzata da un semiasse maggiore pari a 2,3993126 UA e da un'eccentricità di 0,2031020, inclinata di 4,76666° rispetto all'eclittica.
L'asteroide è dedicato al giornalista e astrofilo francese Jean Luc Dauvergne.